# KombiVerkehr
Kombiverkehr Deutsche Gesellschaft fur Kombinierten Guterverkehr mbH&Co KG(KV) is een Duitse railgoederenoperator. Het is voor 50% eigendom van DB Agency de andere 50% wordt gehouden door diverse verladers. Voor het rijden van haar treinen in Nederland beschikt KV over een eigen dochteronderneming: KombiRail N.V.. Het personeel en verdere rangeerwerk in de havens van Rotterdam wordt geleverd door RRF. 

## Vervoer in Nederland
Momenteel heeft KV 3 diensten die Nederland aan doen:
- Rotterdam Waalhaven(RSC)-Duisburg Rurhorthafen (5x per week)
- Rotterdam Maasvlakte(ECT)-Duisburg DeCeTe (10x per week)
- Rotterdam Maasvlakte(ECT)-Neuss Hessentor (4x per week)

Op een persconferentie op 13 oktober 2010 maakte de topman van KV Robert Breuhahn bekend dat KV het aantal treinen in 2011 van/naar Nederland wil opvoeren van 28 naar 44 per week.